# Black Pearl United Futsal Club
Der Black Pearl United Futsal Club (thailändisch แบล็คเพิร์ล ยูไนเต็ด) ist ein 2020 gegründeter professioneller thailändischer Futsalverein aus Prachuap Khiri Khan. Aktuell spielt der Verein in der ersten Liga, der Thailand Futsal League.

## Erfolge
- Thailändischer Vizemeister: 2023

## Stadion
Der Verein trägt seine Heimspiele im Imane Stadium in Pran Buri in der Provinz Prachuap Khiri Khan aus. Die Halle hat ein Fassungsvermögen von 600 bis 700 Personen.

## Saisonplatzierung
| Saison | Liga                   | Level | Spiele | S  | U | N | Tore   | Punkte | Position |
| ------ | ---------------------- | ----- | ------ | -- | - | - | ------ | ------ | -------- |
| 2021   | Thailand Futsal League | 1     | 26     | 13 | 6 | 7 | 79:62  | 45     | 5.       |
| 2022   | Thailand Futsal League | 1     | 26     | 18 | 3 | 5 | 99:55  | 57     | 3.       |
| 2023   | Thailand Futsal League | 1     | 26     | 23 | 5 | 1 | 106:41 | 71     | 2.       |
| 2024   | Thailand Futsal League | 1     | 26     | 17 | 2 | 7 | 98:48  | 53     | 4.       |